# Пиер Ларус
Пиер Ларус (на френски: Pierre Athanase Larousse) е френски енциклопедист, писател, педагог, филолог, езиковед, редактор и издател.
Завършва безплатния курс на Сорбоната и изучава много езици. Занимава се известно време с преподавателска дейност. Основава собствено издателство, което с течение на времето става един от най-крупните издателски центрове на Европа. Енциклопедичният илюстриран речник е наречен на негово име – Ларус (Le Petit Larousse). За първи път е издаден през 1905 година. След смъртта на Пиер Ларус, неговото дело продължава племенника му.